# 贝加堡
贝加堡是西班牙卡斯蒂利亚-拉曼恰昆卡省的一个市镇。总面积69平方公里，总人口164人（2001年），人口密度2人/平方公里。